# One Quiet Night
One Quiet Night est un album en solo du guitariste de jazz américain Pat Metheny sorti le 13 mai 2003 chez Warner Bros. Records. Une partie a été enregistrée en une seule nuit, sans utilisation d'overdub, dans le home-studio de Pat Metheny, essentiellement avec une guitare baryton qu'il venait de recevoir de la luthière canadienne Linda Manzer avec laquelle il collabore souvent. Sur cette guitare, Metheny utilise une variante de l'accordage Nashville.
L'album a été fait en deux fois: une session entièrement improvisée et enregistrée chez lui le 24 novembre 2001, et un complément enregistré en janvier 2003 et constitué de trois de ses compositions et trois reprises, dont une version de Don't Know Why, rendu célèbre peu de temps avant l'enregistrement par Norah Jones. Toutefois, cela ne s'entend pas du tout à l'écoute et l'album présente une atmosphère cohérente, minimaliste et teintée de mélancolie.
L'album a reçu le Grammy Award for Best New Age Album (en) en 2004.

## Liste des pistes
| No  | Titre                        | Musique       | Durée |
| --- | ---------------------------- | ------------- | ----- |
| 1.  | One Quiet Night              | Pat Metheny   | 5:02  |
| 2.  | Song for the Boys            | Pat Metheny   | 4:30  |
| 3.  | Don't Know Why               | Jesse Harris  | 3:08  |
| 4.  | Another Chance               | Pat Metheny   | 6:48  |
| 5.  | Time Goes On                 | Pat Metheny   | 3:18  |
| 6.  | My Song                      | Keith Jarrett | 4:20  |
| 7.  | Peace Memory                 | Pat Metheny   | 6:11  |
| 8.  | Ferry Cross the Mersey       | Gerry Marsden | 3:57  |
| 9.  | Over on 4th Street           | Pat Metheny   | 3:39  |
| 10. | I Will Find the Way          | Pat Metheny   | 7:49  |
| 11. | North to South, East to West | Pat Metheny   | 12:01 |
| 12. | Last Train Home              | Pat Metheny   | 4:35  |

## Musiciens
- Pat Metheny : guitare, guitare baryton, basse